# سرکلورمین
سرکلورمین (به انگلیسی: Sercloremine) یک ترکیب شیمیایی با شناسه پاب‌کم ۱۶۲۷۴۸ است.